# Павел (Дмитровский)
Архиепископ Павел (в миру Павел Григорьевич Дмитровский; 15 (27) января 1872, село Большая Белозерка, Мелитопольский уезд, Таврическая губерния — 2 февраля 1946, Таллин) — епископ Русской православной церкви, архиепископ Таллинский и Эстонский.

## Биография
Родился 15 (27) января 1872 года в селе Большая Белозерка Мелитопольского уезда Таврической губернии в семье псаломщика.
По окончании начальной школы поступил в Симферопольское Духовное училище. Затам обучался в Таврической Духовной семинарии, закончив её в 1894 году по первому разряду.
В сентябре 1895 года переведён заведующим училища в селе Большая Белозерка Мелитопольского уезда.
В апреле 1896 года женился и 5 мая того же года рукоположён во диакона, 6 мая — во священника и назначен на должность настоятеля Борисоглебской церкви села Астраханка.
В 1899 году из-за болезни жены перевёлся в Крым, в село Зуя Симферопольского уезда, где занимал также должность члена Симферопольского училищного Совета и был законоучителем нескольких школ. В 1901 году овдовел.
После этого служил на приходах Таврической и Петербургской епархий, был следователем консистории.
С 1908 по 1911 год состоял вольнослушателем Санкт-Петербургской Духовной академии.
9 марта 1909 года назначен для совершения богослужений в Иоанно-Богословскую церковь, находившуюся в селе Ивановском Ямбургского уезда Санкт-Петербургской губернии. Здесь он священствовал и исполнял обязанности законоучителя земского училища до 1917 года.
С началом Первой мировой предложению протопресвитера военно-морского духовенства войны подал прошение о переводе в военное ведомство. С 25 апреля 1915 года по 8 августа 1918 года служил в Кронштадте судовым священником Балтийского флота на госпитальном судне «Николаев», одновременно состоял законоучителем Кронштадтской школы юнг и двух гимназий в городе. Ушёл с военного флота по собственному желанию ввиду предстоящей ликвидации корабля.
С августа 1918 года до июля 1919 года исполнял обязанности приходского священника в Успенской церкви, находившейся на станции Струги Белые Варшавской железной дороги, недалеко от города Луги.
В июле-августе 1919 года он служил приходским священником в Кренгольмской Воскресенской церкви (Эстония).
С 1 сентября 1919 года начал службу в Нарвском Спасо-Преображенском соборе сверхштатным священником.
Был законоучителем Нарвских гимназий и член Нарвского Епархиального Совета (Эстонская апостольская православная церковь).
В начале 1921 года вторую священническую вакансию в соборе закрыли. И только 1 июня 1922 года отец Павел был восстановлен в должности второго священника по вольному найму. Спустя два года, 22 февраля 1925 года, он был утвержден Митрополитом Таллинским и всея Эстонии Александром (Паулусом) на штатную должность второго священника собора.
В 1926 году возведён в сан протоиерея.
Преподавал Закон Божий в Нарвской частной объединённой средней школе Комитета русских эмигрантов.
Летом 1937 года общецерковным собранием избран, а 3 октября 1937 года в Спасо-Преображенском соборе в Нарве был рукоположён во епископа Нарвского и Изборского.
В начале 1941 года воссоединился с Московской Патриархией и сохранил верность ей в условиях немецко-фашистской оккупации Эстонии.
Во время Второй мировой войны служил на оккупированных территориях. По доносу дважды вызывался в гестапо.
21 декабря 1942 года указом экзарха Прибалтики митрополита Сергия (Воскресенского) за большие заслуги возведён в сан архиепископа.
Участник Поместного собора Русской православной церкви 31 января — 4 февраля 1945 года. Был на соборе единственным архиереем из числа служивших на оккупированной территории.
16 апреля 1945 года указом Патриарха Московского и всея Руси Алексия I назначен архиепископом Эстонским и Таллинским.
Скончался 2 февраля 1946 года. Похоронен на Александро-Невском кладбище Таллина.